# Katie Hartman
Katie Hartman (2 settembre 1988) è un'ex sciatrice alpina statunitense.

## Biografia
Attiva in gare FIS dal novembre del 2003, la Hartman ha gareggiato prevalentemente in Nor-Am Cup, dove ha esordito il 2 dicembre 2004 a Winter Park in slalom gigante (35ª), ha ottenuto il primo podio il 12 dicembre 2007 a Panorama in supergigante (3ª) e l'unica vittoria il 14 dicembre 2010 nelle medesime località e specialità.
Ha colto il suo ultimo podio nel circuito l'11 dicembre 2013 a Copper Mountain in discesa libera (2ª) e si è ritirata durante quella stessa stagione 2013-2014: la sua ultima gara è stata lo slalom speciale di Nor-Am Cup disputato il 18 dicembre a Vail, non completato dalla Hartman. In carriera non ha debuttato in Coppa del Mondo né preso parte a rassegne olimpiche o iridate.

## Palmarès

### Nor-Am Cup
- Miglior piazzamento in classifica generale: 6ª nel 2013
- 12 podi:
  - 1 vittoria
  - 3 secondi posti
  - 8 terzi posti

#### Nor-Am Cup - vittorie
| Data             | Località | Paese  | Specialità |
| ---------------- | -------- | ------ | ---------- |
| 12 dicembre 2007 | Panorama | Canada | SG         |

Legenda:

SG = supergigante

### Campionati statunitensi
- 3 medaglie:
  - 1 oro (combinata[1] nel 2013)
  - 2 argenti (slalom speciale nel 2013; discesa libera nel 2014)